# Jakub Maria Alfred Daublebský-Sterneck
JUDr.Jakub Maria Alfred Daublebský-Sterneck (1868 - 1941 Karlovy Vary) byl botanik a entomolog a pocházel z rodu Daudlebských ze Sternecku.

## Rodina
Oženil se s Herminou Amálií Leopoldinou Klimovou se kterou měl syna Alfreda Josefa Jakoba. Jeho otec byl Alfred Daublebsky Sterneck.

## Život
Po maturitě studoval práva a po ukončení studia nastoupil do státní služby. Od roku 1892 působil jako koncepční praktikant na pražském místodržitelství. V letech 1916-1918 byl okresním hejtmanem v Trutnově. Od roku 1919 byl okresním hejtmanem v Karlových Varech, kde také žil. V roce 1923 byl jmenován správním radou a tuto funkci vykonával až do odchodu do důchodu v roce 1932. Založil velký herbář, který obsahuje přes 25 000 druhů rostlin. Zabýval se entomologií a vytvořil sbírku motýlů z okolí Prahy, Českého středohoří, Chebska, Krkonoš a Šumavy. Tato sbírka obsahovala v roce 1928 kolem 5 800 druhů.